# Synallaxe de Cayenne
Synallaxis gujanensis
Espèce
Répartition géographique
Statut de conservation UICN

 LC  : Préoccupation mineure
Le Synallaxe de Cayenne (Synallaxis gujanensis) est une espèce de passereaux de la famille des Furnariidae.

## Répartition et sous-espèces
Selon la classification de référence du Congrès ornithologique international (15.1, 2025) :
- S. g. columbiana Chapman, 1914 — est de la Colombie ;
- S. g. gujanensis (Gmelin, 1789) — de l'est de la Colombie au Maranhão ;
- S. g. huallagae Cory, 1919 — du sud-est de la Colombie au nord-ouest de la Bolivie grisâtre ;
- S. g. canipileus Chapman, 1923 — sud-est du Pérou ;
- S. g. inornata Pelzeln, 1856 — au sud de l'Amazone ;
- S. g. certhiola Todd, 1916 — est de la Bolivie.

## Classification
Le nom valide complet (avec auteur) de ce taxon est Synallaxis gujanensis (Gmelin, 1789).
L'espèce a été initialement classée dans le genre Motacilla sous le protonyme Motacilla gujanensis Gmelin, 1789.
Ce taxon porte en français le nom vernaculaire ou normalisé suivant : Synallaxe de Cayenne,.
Synallaxis gujanensis a pour synonyme :
- Motacilla gujanensis Gmelin, 1789